# Thermichthys
Thermichthys is een monotypisch geslacht van straalvinnige vissen uit de familie van naaldvissen (Bythitidae).

## Soort
- Thermichthys hollisi (Cohen, Rosenblatt & Moser, 1990) – Schoorsteenvis